# Montagut (Malgrat de Mar)
El Montagut és una muntanya de 218 metres que es troba entre els municipis de Malgrat de Mar i de Santa Susanna, a la comarca del Maresme. Al cim s'hi pot trobar un vèrtex geodèsic (referència 302113001), així com una torre de la xarxa de telegrafia òptica.

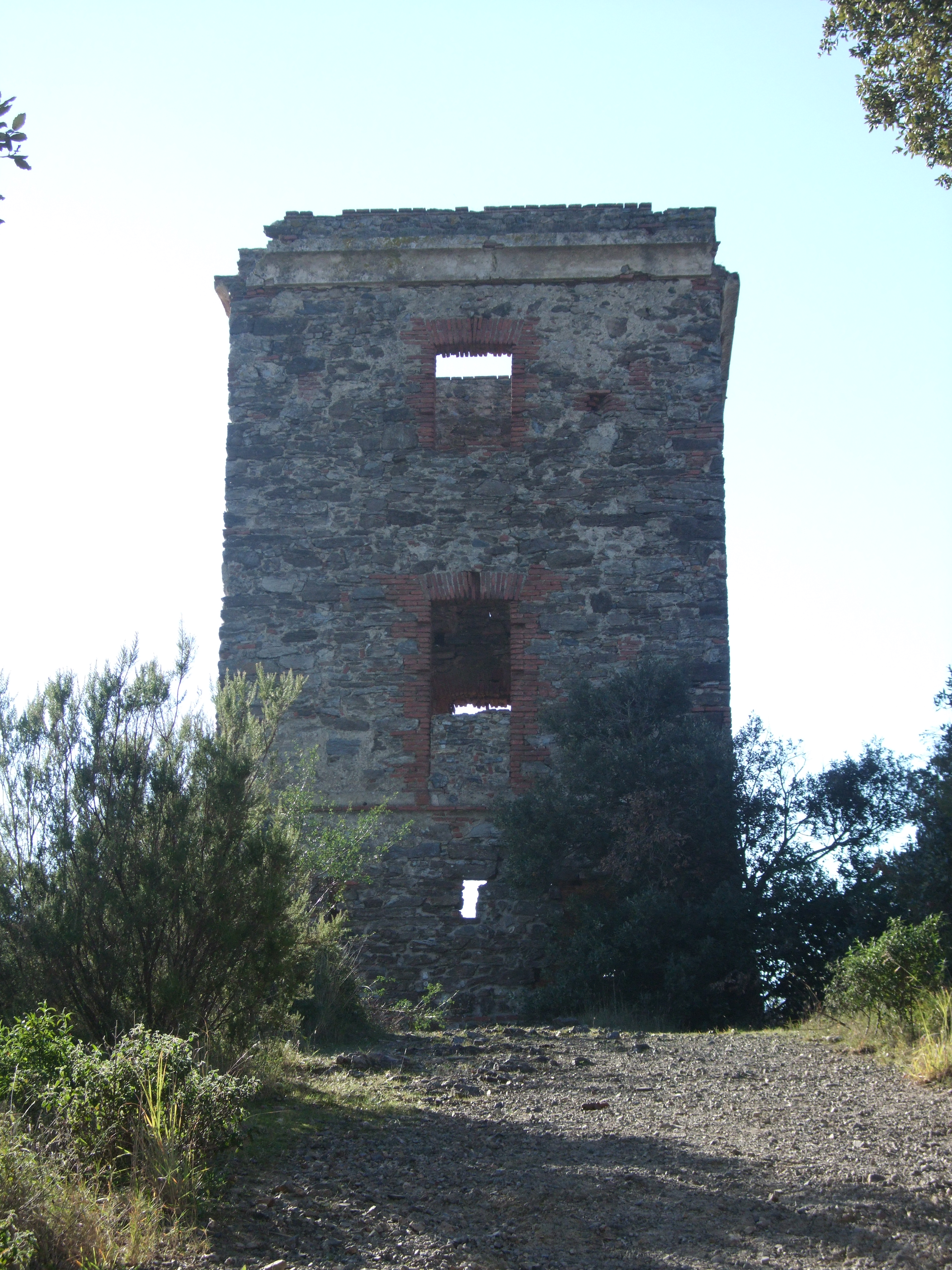
Torre òptica de Montagut